# Saint-Hilaire-Saint-Mesmin
Saint-Hilaire-Saint-Mesmin là một xã của tỉnh Loiret, thuộc vùng Centre-Val de Loire, miền trung nước Pháp.